# Star Wars Rebels
Star Wars Rebels és una sèrie de televisió d'animació 3D CGI part de la franquícia Star Wars, creada per Lucasfilm, i que és emesa des de la tardor de 2014 pel canal de televisió Disney XD. Dave Filoni i Simon Kinberg són els productors executius. L'estil visual de Star Wars Rebels està inspirat en els treballs d'art conceptual de la trilogia original, realitzats per Ralph McQuarrie.
La sèrie està ambientada en el període que discorre entre La venjança dels Sith i Una nova esperança i segueix els passos de la tripulació de la nau espacial Ghost i les seves aventures mentre lluiten contra l'Imperi Galàctic i posen les bases de l'Aliança Rebel. Al mateix temps tot passa 2 anys abans de la història de Star Wars: The Force Unleashed i de l'aparició de Galen Marek. John Jackson Miller escrigué Star Wars: A New Dawn, una preqüela de la sèrie.
L'episodi pilot, de 44 minuts i titulat «L'Espurna de la Rebel·lió», va ser emès a Disney Channel el dia 3 d'octubre del 2014, continuant després d'això la sèrie a Disney XD, amb una primera temporada de 13 episodis, que va finalitzar en març de 2015. El 2 d'octubre de 2014, la sèrie va ser renovada per a una segona temporada.

## Personatges
Star Wars Rebels se centra en sis personatges principals, que formen la tripulació de la nau Ghost:

### Principals
- Freddie Prinze Jr. és la veu de Kanan Jarrus:[6]

Un jove i madur Jedi supervivent a l'Ordre 66. Al passar a la clandestinitat, va deixar els camins de la Força durant un temps, substituint el seu sabre de llum blava per un blàster, el seu nom de naixement és Caleb Dume, però al passar a l'exili va canviar el seu nom a Kanan Jarrus. Arrogant i sovint sarcàstic, Jarrus està ansiós per ajudar i lluitar contra l'Imperi Galàctic. Després de conèixer a Ezra Bridger, un xic de quinze anys sensible a la força, es convertirà en el seu mentor.
- Taylor Gray interpreta a Ezra Bridger:

Un xic orfe que va nàixer i va créixer en el planeta Lothal, situat en els territoris de l'Anell Exterior, subjugats per l'Imperi Galàctic. Desconeix completament que va ocórrer amb els seus pares i sobreviu com estafador i murri fins que s'uneix a la tripulació del Ghost.
- Vanessa Marshall és Hera Syndulla:

Una Twi'lek que és una competent pilot, a més de ser la propietària del Ghost. Filoni la va descriure com «un personatge de mentalitat forta, el cor del grup, que manté a tots units quan d'una altra manera no podrien». Son pare, Cham Syndulla, aparegué en Star Wars: The Clone Wars.
- Steve Blum interpreta a Garazeb "Zeb" Orrelios:

Un Lasat que és un hàbil guerrer, entrenat en el seu planeta natal, el passatemps favorit del qual és colpejar Stormtroopers. Ell manté una relació fraternal amb Ezra.
- Tiya Sircar és la veu de Sabine Wren:

Una mandaloriana experta en explosius, hàbil amb els seus blàsters, sabotejadora i dissenyadora artística de grafitis, tant com per a personalitzar la seua armadura i deixar un símbol cada vegada que la tripulació del Ghost ataca objectius imperials de gran importància.
- C1-10P, conegut com a Chopper:

L'irritant i molest droide astromecànic del Ghost. Fet amb peces de recanvi, a diferència de molts altres droides, a Chopper no li importa ser estimat per les persones amb qui treballava. Sempre irascible, obstinat i irritable, Chopper sempre ajuda a salvar la situació, el que porta als seus companys a perdonar la seua peculiar i odiosa personalitat. El productor executiu Dave Filoni va comentar que si R2D2 era com un «gos fidel», Chopper seria més comparable amb un gat.

### Recurrents
- David Oyelowo és l'Agent Kallus:

Un membre de l'Oficina de Seguretat Imperial que s'encarrega de detectar i perseguir cèl·lules rebels.
- Jason Isaacs interpreta a El Gran Inquisidor:

Un misteriós i sinistre agent imperial de la raça Pau'an enviat per Darth Vader amb l'objectiu de rastrejar i assassinar als Jedis supervivents a l'Ordre 66. «És fred, analític i no està sempre emprenyat» va dir d'ell Pablo Hidalgo, membre del departament de continuïtat de Lucasfilm.
- Stephen Stanton com el Grand Moff Tarkin:

El Governant Imperial del Cercle Exterior. Quan Kanan i el seu grup es converteixen en una amenaça difícil per Kallus i l'Inquisidor, apareix en Lothal per fer-se càrrec personalment de la situació.
- Keith Szarabajka és Cikatro Vizago:

Un devaronià que dirigeix els suburbis de Lothal i contacta la tripulació del Ghost.
- Ashley Eckstein com Ahsoka Tano:

Ex-padawan Jedi supervivent a l'Ordre 66. Utilitza la identitat de "Fulcrum", per a informar secretament a Hera amb informació rellevant sobre objectius imperials importants.
- Sarah Michelle Gellar[15] com Seventh Sister (Setena Germana)

- Lars Mikkelsen  com Gran Almirall Thrawn

Thrawn és un oficial imperial de renom que, per la seva victòria important contra els rebels del sistema Batonn, va rebre de l'emperador el títol de "Gran Almirall" i hi va haver posat al cap de la setena flota imperial. Sent de la raça dels Chiss (humanoides de pell blava i ulls rojos), és un dels molt escassos, fins i tot l'únic, "no-humà" acceptat en els rangs superiors de l'Imperi. És un brillant estrateg, fred, analitzant metòdicament les tàctiques dels seus enemics, però també les seves debilitats personals, per a arribar a assolir la victòria. La guerra és un art que estudia per a perfeccionar-ho. Sota demanda del Governador Pryce, rep l'ordre pel Gran Moff Tarkin de resoldre el problema dels rebels del sistema Lothal.
- Dee Bradley Baker a com

Almirall Kassius Konstantine
Kassius Konstantine és un almirall de l'Imperi, manant a la flota imperial del sistema Lothal. En principi sota les ordres de l'Inquisidor, tot i que serà posat sota les ordres de l'Agent Kallus i posteriorment del Senyor Fosc Vader i del Gran Almirall Thrawn. Té una gran lleialtat a l'Imperi.
Capità Rex, Comandant Wolffe i Capità Gregor
Antics oficials de l'exèrcit clon
- Philip Anthony-Rodriguez com Fifth Brother (Cinquè Germà)

És el segon Inquisidor introduït en la sèrie. D'espècie desconeguda, ha sigut enviat per Darth Vader a l'Estació 2 per a destruir els rebels de Lothal. Més tard, fa equip amb la Seventh Sister, tot i que com ell espera, la captura rebels li permetrà esdevenir el nou Gran Inquisidor.
- Sam Witwer com Darth Maul

Un antic aprenent Sith donat per mort temps enrere per Obi-Wan Kenobi després que matés el seu mestre, Qui-Gon Jinn.